# ポルトガルアイベックス
ポルトガルアイベックス （Capra pyrenaica lusitanica） は、鯨偶蹄目ウシ科ヤギ属に分類される偶蹄類で、スペインアイベックス（Capra pyrenaica）の亜種。英語名Portuguese ibex。ガリシア地方、ポルトガル北部に生息していたが、すでに絶滅した。絶滅の主な原因は、角や胃の結石(解毒剤になるとされた)を採るための乱獲であり、死骸が発見されたのは1891年の雪崩によって死んでいたものが最後で、1900年以降目撃証言も途絶えている。